# Z1 TV (ТВ станице)
Z1 TV била је чешка дигитално-публицистичка телевизијска станица, која је радила у периоду 2008—2011.